# Freedom Press
Freedom Press est une maison d'édition anarchiste fondée en 1886 par Pierre Kropotkine et Charlotte Wilson,. Elle est la plus importante maison d'édition anarchiste du pays et la plus ancienne en langue anglaise. Elle est située au 84b de Whitechapel High Street, dans l'East End de Londres.
Jusqu'à  mars 2014, elle a publié Freedom, un journal anarchiste diffusé dans tout le Royaume-Uni. Le collectif a décidé d'en suspendre la publication avec l'intention de diffuser la plupart du contenu sur Internet tout en conservant une publication papier moins régulière. En plus de Freedom, Freedom Press a aussi publié les titres Freedom Bulletin, Spain and the World, Revolt !, War Commentary, ainsi que de nombreux livres et pamphlets.

## Histoire

### 1886-1918

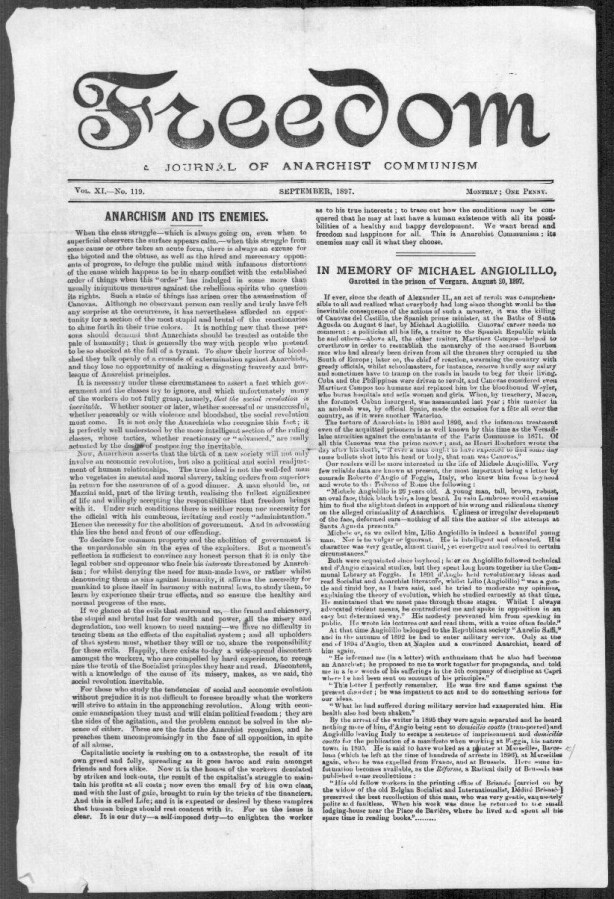
Freedom, septembre 1897.

Le noyau qui forma Freedom Press est issu d'un cercle d'anarchistes avec des contacts internationaux, rassemblés autour d'une militante, Charlotte Wilson, auteure formée à Cambridge et oratrice, qui était sur le point de rompre avec l'orthodoxie de la Fabian Society. Parmi ce groupe fondateur, il y avait également Nikola Chaikovski, Francesco Saverio Merlino et, à partir de 1886, Pierre Kropotkine, qui avait été invité au Royaume-Uni par Wilson à sa sortie de prison en janvier de cette année.
En participant à la création de Freedom en septembre 1886, Wilson constituait un groupe socialiste libertaire et communiste libertaire, cela juste après avoir perdu une élection par laquelle les Fabiens venaient de soutenir formellement la voie parlementaire vers le socialisme.
Tout en lançant Freedom comme mensuel dès le début du mois d'octobre, le groupe se mit aussi à sortir des livres et des pamphlets, principalement des traductions d'auteurs étrangers comme Errico Malatesta, Jean Grave, Gustav Landauer, Max Nettlau, Domela Nieuwenhuis, Émile Pouget, Varlam Tcherkezichvili, Emma Goldman, Alexandre Berkman, Pierre-Joseph Proudhon, Mikhail Bakounine et évidemment Kropotkine lui-même.
Des groupes de discussion et des réunions publiques furent organisés dès le début.
Durant les premières années du journal, Wilson le finança et l'édita grâce à un certain nombre de bureaux différents, tandis que Kropotkine en devenait un rédacteur régulier tout en accédant à la notoriété. En 1895, Wilson démissionna après une longue série de difficultés personnelles  et un violoniste, Alfred Marsh, lui succéda.
Marsh consolida la maison d'édition avec l'aide de son proche collaborateur William Wess et ils furent rejoints par les anciens membres de Commonweal (en), la publication de la défunte Ligue socialiste : John Turner, Tom Cantwell et Joseph Presburg. En 1898, Marsh put obtenir des locaux plus permanents et des équipements d'impression au 127, Ossulston Street. Un membre du collectif de Freedom, Donald Rooum, écrivit : « Freedom Press est resté à Ossulston Street pendant les trente années suivantes. La presse manuelle datait de 1820 et requérait trois opérateurs : deux pour charger le papier et manipuler la poignée, et un pour retirer le papier ».
Grâce à l'acquisition de cette presse, même si elle n'était pas de la première jeunesse, le groupe put publier plus fréquemment et en 1907, ils lancèrent un nouveau journal, Voice of Labour. Cela permit à Thomas Keell, l'ex-metteur en page de The Spectator, de devenir un membre permanent du collectif. Il endossa par la suite en 1910 les responsabilités éditoriales du journal, lorsque la santé de Marsh se mit à décliner.
Freedom devint une des publications anarchistes les plus lues dans la période qui précéda la Première Guerre mondiale. Néanmoins, le collectif se sépara en 1914-1915 sur un désaccord à propos du positionnement anarchiste sur le conflit. La position antimilitariste de Keell avait en effet rassemblé une majorité d'adhésions au sein du mouvement britannique, ce qui provoqua le départ de Kropotkine qui s'était prononcé en faveur d'une victoire alliée. Ce positionnement le conduisit d'ailleurs à rédiger le Manifeste des Seize en 1916. Keell et sa compagne Lilian Wolfe furent par la suite emprisonnés en raison de la ferme opposition du journal à la guerre, même si Wolfe fut rapidement libérée.

### 1918-1937
À l'instar de nombreux projets anarchistes, Freedom eut du mal à continuer après la fin de la guerre, car de nombreux activistes avaient été tués et le succès visible du Marxisme-léninisme en Russie attirait les militants britanniques dans le giron d'un parti communiste de Grande-Bretagne qui prenait son envol.
Même si les dons lui permirent de rester solvable pendant plus d'une décennie et que le noyau dur lui était resté fidèle, à commencer par John Turner (qui en devint le rédacteur en chef en 1930 et le resta jusqu'à sa mort en 1934), un coup dur fut porté par la destruction de l'immeuble d'Ossulston Street en 1928 dans le cadre d'un plan de lutte contre l'insalubrité. Keell prit sa retraite peu de temps après et bien que le collectif ne cessa pas complètement la publication, seul un feuillet irrégulier sortit au cours des huit années suivantes,.

### 1937-1945
Le journal reprit dix ans plus tard lorsque l'énergie et l'intérêt pour les anarchistes augmentèrent avec la révolution sociale espagnole de 1936. Tout recommença avec une publication bimensuelle de solidarité Spain And The World (1936-1938), suivie par War Commentary (1939-45) avant de finalement reprendre le nom Freedom en août 1945. La plus grande partie de l'histoire récente de Freedom fut liée à Vernon Richards, qui joua le rôle de locomotive aussi bien pour le journal que pour la maison d'édition de la fin des années 1930 à la fin des années 1990. Richards s'associa pour cela à Keell et Wolff respectivement en tant qu'éditeur et administrateur. Wolff garda ce poste jusqu'à l'âge de 95 ans.
En 1492 les éditions purent acheter une imprimerie, Express Printers, située au 84a, Whitechapel High Street. Cela fut possible grâce à l'aide d'une imprimerie concurrente et d'un groupe de supporters, la Fédération Anarchiste, qui devint le propriétaire du titre jusqu'à ce que celui-ci prenne son autonomie dans les années 1950. Avec sa position explicitement opposée à la guerre, le journal continua à sortir tout au long du conflit, pour ne s'exposer à des poursuites qu'une fois la paix revenue.

### De 1945 à nos jours

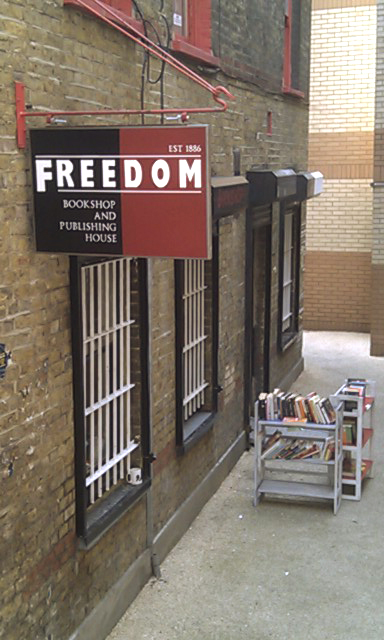
Le bâtiment de Freedom Press en 2014

Parce que War Commentary contenait un message ouvertement antimilitariste et coopérait massivement avec le mouvement pacifiste, en novembre 1944 une descente de police eut lieu dans les maisons de plusieurs membres du collectif ainsi que dans les locaux des éditions. Lorsque Richards, Marie-Louise Berneri, John Hewetson et Philip Sansom furent arrêtés en 1945 pour tentative de « saper le moral des membres des Forces de Sa Majesté », Benjamin Britten, E. M. Forster, Augustus John, George Orwell, Herbert Read (président), Osbert Sitwell et George Woodcock créèrent le Comité de Défense de la Liberté afin de « faire respecter la liberté fondamentale des individus et des organisations et de défendre ceux qui sont persécutés pour avoir exercé leur droit à parler, écrire et agir librement ».
En mars 1961, Freedom Press commença à publier la revue mensuelle Anarchy qui comptait parmi ses collaborateurs, notamment, Paul Goodman, Nicolas Walter, Albert Meltzer et Rufus Segar qui signa le design fort remarqué des premières pages. Sept ans plus tard, Freedom déménagea dans ses locaux actuels, au 84b de Whitechapel High Street après l'achat du 84a par la Whitechapel Art Gallery. À ce moment, les éditions étaient la possession de Richards. Il allait plus tard, en 1982, céder la propriété du bâtiment à une société limitée par garantie (en) sans partage du capital : les Amis de Freedom Press. Il renonça par contre à superviser le fonctionnement du journal dès 1968, même s'il revint périodiquement lors des moments de crise éditoriale, et il garda le contrôle général des éditions,.
En 1981, les éditions perdirent à nouveau leur prérogative d'impression lorsque plusieurs membres du collectif décidèrent de transférer cette activité à Aldgate Press grâce à des fonds levés par Richards.
Dans les années 1990, le magasin subit à plusieurs reprises les attaques du groupe néo-fasciste Combat 18 durant les heurts qui opposèrent groupes fascistes et antifascistes dans les rues de l'East End, dont le jet d'une bombe incendiaire en 1993. Le bâtiment porte encore les traces de ces attaques, et des grilles ont été installées sur les fenêtres et portes du rez-de-chaussée pour protéger les locaux contre toute violence future. Après la mort de Richards en 2001, un certain nombre de nouveaux contributeurs furent accueillis, dont des membres de ce qui allait devenir le collectif Libcom, un groupe web qui maintient aujourd'hui la plus vaste collection en ligne de textes anarchistes du monde anglophone.
En février 2013, la librairie de Freedom Press fut victime d'un incendie criminel qui causa d'importants dégâts, mais aucun blessé,.

## Organisation
À ce jour, Freedom Press est toujours une maison d'édition fonctionnelle dont le travail d'impression reste assuré par Aldgate Press. Le collectif de Freedom gère un espace de réunion et d'exposition appelé Autonomy Club, en plus d'une librairie, d'archives et d'un site web. Il partage ses locaux avec les associations suivantes : London Coalition Against Poverty, Fédération anarchiste, Solidarity Federation, Advisory Service for Squatters et Corporate Watch. Les archives sont conservées à la Bishopsgate Library (en).

## Auteurs notables
- Ba Jin
- Alexandre Berkman
- Ferdinand Domela Nieuwenhuis
- Emma Goldman
- Jean Grave
- Rudolf Grossmann
- Pierre Kropotkine
- Gustav Landauer
- Enrique Flores Magón
- Errico Malatesta
- Louise Michel
- Erich Mühsam
- Max Nettlau
- Rudolf Rocker
- George Bernard Shaw
- Mollie Steimer
- John Turner

## Publications
- Colin Ward, Anarchy in Action, Londres, Freedom Press, 2008.
- Rudolf Rocker, Anarchism and Anarcho-syndicalism
- Errico Malatesta, Anarchy
- Sean Birchall, Beating the Fascists: the Untold Story of AFA
- Pierre Kropotkine, Fields, Factories and Workshops Tomorrow
- Vernon Richards, George Orwell at Home (and Among the Anarchists)
- Donald Rooum, Wildcat Anarchist Comics

## Galerie

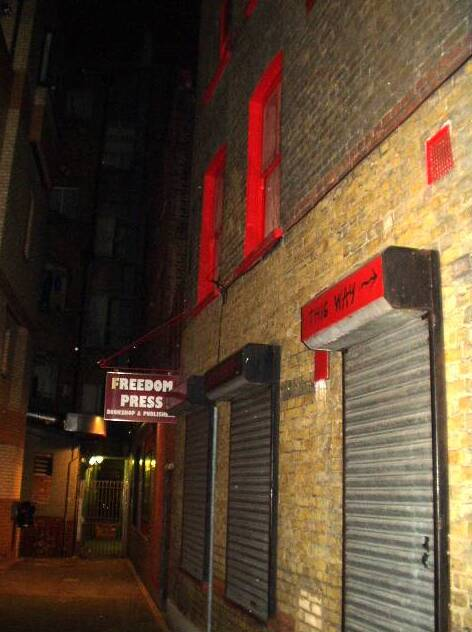
Le bâtiment de Freedom Press la nuit en 2006
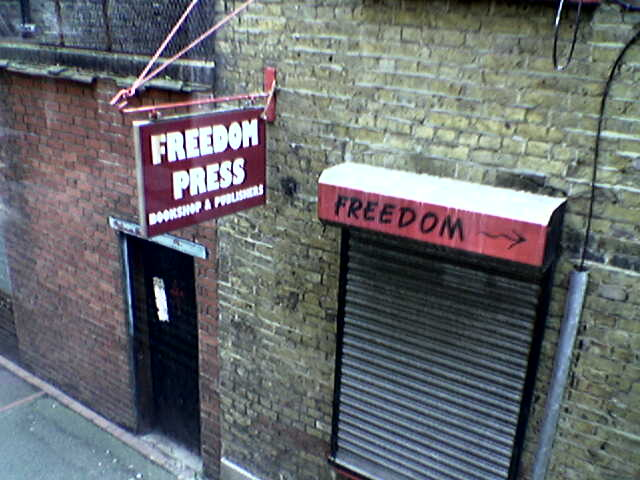
L'enseigne de Freedom Press avant l'incendie de 2013
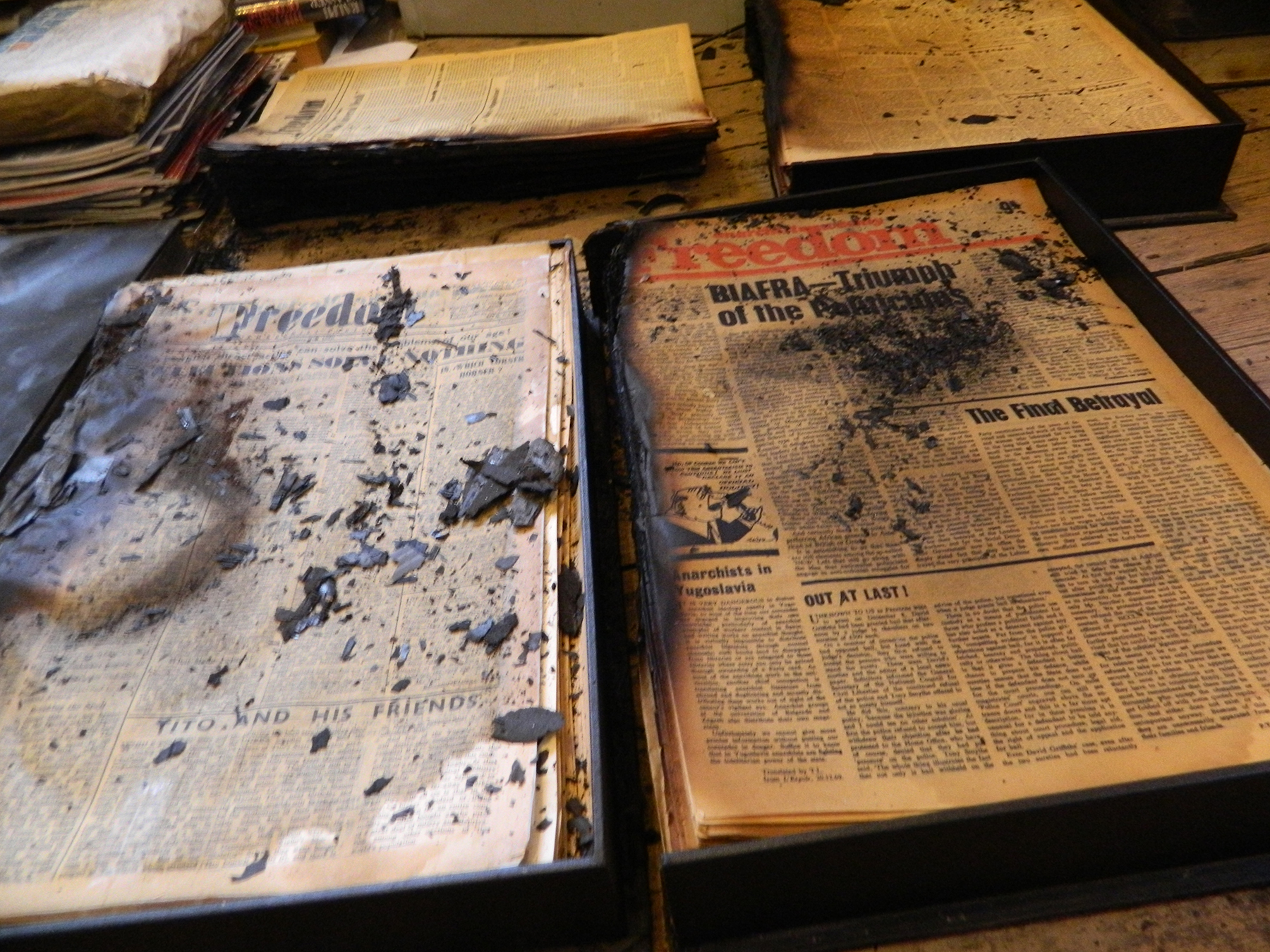
Archives incendiées de Freedom Press Archives en 2013

## Notices
- Notices d'autorité :   - VIAF
  - LCCN
  - Israël
  - Australie
- Centre International de Recherches sur l'Anarchisme (Lausanne) : notice.
- Centre International de Recherches sur l'Anarchisme (Marseille) : notice.